# روبرت إم. هاس
روبرت إم. هاس (بالإنجليزية: Robert M. Haas)‏ هو مخرج فني ومصمم الإنتاج أمريكي، ولد في 3 يناير 1889 في نيوآرك في الولايات المتحدة، وتوفي في 17 ديسمبر 1962 في كوستا ميسا في الولايات المتحدة.

## وصلات خارجية
- روبرت إم. هاس على موقع IMDb (الإنجليزية)
- روبرت إم. هاس على موقع أول موفي (الإنجليزية)
- روبرت إم. هاس على موقع قاعدة بيانات الفيلم (الإنجليزية)